# عين القرة
عين القرة هي إحدى القرى المحتلة والمدمرة التابعة لمحافظة القنيطرة في هضبة الجولان بجنوب غرب سوريا.
مزرعة في هضبة الجولان معظم سكانها تركمان وعدد من عائلات عشيرة الجعاثين، تتبع قرية السنديانة العجرمية التركمانية، ناحية قرى مركز ومنطقة القنيطرة عدد سكانها 400 نسمة عام 1967 وترتفع 690 م عن سطح البحر.
تقع في أرض بركانية وعرة، جنوب قرية أبي خنزير، وجنوب غرب تل يوسف. يمر منها خط أنابيب التابلاين، وهي إلى الجنوب الغربي من مدينة القنيطرة على بعد 15 كم. يعمل سكانها بزراعة الحبوب والبقول بعلا. والكروم والتين، ويربون الأبقار والأغنام. تشرب من شبكة تستمد ماءها من مشروع قرية بيت جن.